# 444
Період падіння Західної Римської імперії. У Східній Римській імперії триває правління Феодосія II. У Західній правління Валентиніана III, значна частина території окупована варварами, зокрема в Іберії утворилося Вестготське королівство, а Північну Африку захопили вандали. У Південному Китаї правління династії Лю Сун. В Індії правління імперії Гуптів. У Японії триває період Ямато. У Персії править династія Сассанідів.
На території лісостепової України Черняхівська культура. У Північному Причорномор'ї готи й сармати. Історики VI століття згадують плем'я антів, що мешкало на території сучасної України приблизно з IV сторіччя. З'явилися гуни, підкорили остготів та аланів й приєднали їх до себе.

## Події
Військовий магістр Західної Римської імперії Флавій Аецій переселив аланів в область Валанса й Орлеана з метою запобігти неспокою у Бретані.
Відбулося одруження принцеси Євдокії, дочки імператора Західної Римської імперії Валентиніана III з Гунеріхом, сином короля вандалів.
Вождь гунів Аттіла встановив свою резиденцію над Тисою і планує вторгнення на Балкани.
Папа Римський Лев I ліквідовує галіканські вікаріати.